# 6 Horas de Fuji 2022
Las 6 Horas de Fuji de 2022 (oficialmente FIA WEC 6 Hours of Fuji) fue la quinta ronda de la temporada 2022 del Campeonato Mundial de Resistencia de la FIA. Se celebró del 9 al 11 de septiembre de 2022 en el Fuji Speedway, ubicado en Shizuoka, Japón.
En casa el Toyota Gazoo Racing volvió a demostrar otra muestra de autoridad al imponerse por quinta vez consecutiva y octava desde que la prueba forma parte del WEC. El Toyota ganador fue el N.º 8 pilotado por Sébastien Buemi, Kazuki Nakajima y Brendon Hartley quienes se impusieron por más de un minuto a su gemelo el N.º 7 pilotado por Mike Conway, Kamui Kobayashi y José María López. Este fue el cuarto 1-2 consecutivo para Toyota pero el quinto tomando en cuenta el conseguido en 2014.
Entre los LMP2, el ganador fue el WRT N.º 31 conducido por Robin Frijns, Sean Gelael y Dries Vanthoor consiguieron su segunda victoria de la temporada. En la Copa LMP2 Pro-Am, el ganador fue el AF Corse N.º 83 quienes consiguierón su tercera victoria consecutiva en la copa gracias a Alessio Rovera, François Perrodo y Nicklas Nielsen.
Entre los GTE, Ferrari y Aston Martin se repartieron las victorias, en LMGTE-Pro, se impuso el AF Corse N.º 51 pilotado por el italiano Alessandro Pier Guidi y el británico James Calado. Mientras que en LMGTE-AM, el ganador fue el TF Sport N.º 33 pilotado por Ben Keating, Henrique Chaves y Marco Sørensen.

## Clasificación
Las pole positions de cada clase están marcadas en negrita.
| Pos. | Categoría | N.° | Escudería                 | Tiempo     | Dif.    | Parrilla |
| ---- | --------- | --- | ------------------------- | ---------- | ------- | -------- |
| 1    | Hypercar  | 7   | Toyota Gazoo Racing       | 1:29.234   | -       | 1        |
| 2    | Hypercar  | 8   | Toyota Gazoo Racing       | 1:29.254   | +0.020  | 2        |
| 3    | Hypercar  | 36  | Alpine Elf Team           | 1:29.446   | +0.212  | 3        |
| 4    | Hypercar  | 93  | Peugeot TotalEnergies     | 1:30.000   | +0.766  | 4        |
| 5    | Hypercar  | 94  | Peugeot TotalEnergies     | 1:30.152   | +0.918  | 5        |
| 6    | LMP2      | 38  | JOTA                      | 1:31.649   | +2.415  | 6        |
| 7    | LMP2      | 83  | AF Corse                  | 1:31.929   | +2.695  | 7        |
| 8    | LMP2      | 41  | RealTeam by WRT           | 1:32.143   | +2.976  | 8        |
| 9    | LMP2      | 31  | WRT                       | 1:32.210   | +2.976  | 9        |
| 10   | LMP2      | 10  | Vector Sport              | 1:32.297   | +3.063  | 10       |
| 11   | LMP2      | 22  | United Autosports USA     | 1:32.337   | +3.103  | 11       |
| 12   | LMP2      | 23  | United Autosports USA     | 1:32.342   | +3.108  | 12       |
| 13   | LMP2      | 28  | JOTA                      | 1:32.439   | +3.205  | 13       |
| 14   | LMP2      | 9   | Prema Orlen Team          | 1:32.479   | +3.245  | 14       |
| 15   | LMP2      | 1   | Richard Mille Racing Team | 1:32.529   | +3.295  | 15       |
| 16   | LMP2      | 34  | Inter Europol Competition | 1:32.800   | +3.566  | 16       |
| 17   | LMP2      | 45  | Algarve Pro Racing        | 1:32.879   | +3.645  | 17       |
| 18   | LMP2      | 35  | Ultimate                  | 1:33.155   | +3.921  | 18       |
| 19   | LMGTE Pro | 92  | Porsche GT Team           | 1:36.371   | +7.137  | 19       |
| 20   | LMGTE Pro | 51  | AF Corse                  | 1:36.566   | +7.332  | 20       |
| 21   | LMGTE Pro | 91  | Porsche GT Team           | 1:36.800   | +7.566  | 21       |
| 22   | LMGTE Pro | 52  | AF Corse                  | 1:36.851   | +7.617  | 22       |
| 23   | LMGTE Pro | 64  | Corvette Racing           | 1:37.127   | +7.893  | 23       |
| 24   | LMGTE Am  | 33  | TF Sport                  | 1:39.309   | +10.075 | 24       |
| 25   | LMGTE Am  | 85  | Iron Dames                | 1:39.371   | +10.137 | 25       |
| 26   | LMGTE Am  | 71  | Spirit of Race            | 1:39.461   | +10.227 | 26       |
| 27   | LMGTE Am  | 777 | D'Station Racing          | 1:39.710   | +10.476 | 36       |
| 28   | LMGTE Am  | 46  | Team Project 1            | 1:39.796   | +10.562 | 27       |
| 29   | LMGTE Am  | 54  | AF Corse                  | 1:39.809   | +10.575 | 28       |
| 30   | LMGTE Am  | 56  | Team Project 1            | 1:39.853   | +10.619 | 29       |
| 31   | LMGTE Am  | 77  | Dempsey-Proton Racing     | 1:39.874   | +10.640 | 30       |
| 32   | LMGTE Am  | 88  | Dempsey-Proton Racing     | 1:40.052   | +10.818 | 31       |
| 33   | LMGTE Am  | 86  | GR Racing                 | 1:40.271   | +11.037 | 32       |
| 34   | LMGTE Am  | 21  | AF Corse                  | 1:40.418   | +11.184 | 33       |
| 35   | LMGTE Am  | 60  | Iron Lynx                 | 1:40.683   | +11.449 | 34       |
| 36   | LMGTE Am  | 98  | Northwest AMR             | Sin tiempo | —       | 35       |

Fuente: FIA WEC.

## Carrera
El número mínimo de vueltas para entrar en la clasificación (70% de la distancia de carrera del coche ganador de la general) fue de 162 vueltas. Los ganadores de cada clase se indican en negrita y con una cruz (†).
| Pos | Clase       | N.º | Equipo                    | Pilotos                                                     | Chasis                      | Neu. | Vueltas | Tiempo/Retirado |
| Pos | Clase       | N.º | Equipo                    | Pilotos                                                     | Motor                       | Neu. | Vueltas | Tiempo/Retirado |
| --- | ----------- | --- | ------------------------- | ----------------------------------------------------------- | --------------------------- | ---- | ------- | --------------- |
| 1   | Hypercar    | 8   | Toyota Gazoo Racing       | Sébastien Buemi Brendon Hartley Ryō Hirakawa                | Toyota GR010 Hybrid         | M    | 232     | 6:01:23.341 †   |
| 1   | Hypercar    | 8   | Toyota Gazoo Racing       | Sébastien Buemi Brendon Hartley Ryō Hirakawa                | Toyota 3.5 L V6             | M    | 232     | 6:01:23.341 †   |
| 2   | Hypercar    | 7   | Toyota Gazoo Racing       | Mike Conway Kamui Kobayashi José María López                | Toyota GR010 Hybrid         | M    | 232     | +1:08.382       |
| 2   | Hypercar    | 7   | Toyota Gazoo Racing       | Mike Conway Kamui Kobayashi José María López                | Toyota 3.5 L V6             | M    | 232     | +1:08.382       |
| 3   | Hypercar    | 36  | Alpine Elf Team           | André Negrão Nicolas Lapierre Matthieu Vaxiviere            | Alpine A480                 | M    | 230     | +2 vueltas      |
| 3   | Hypercar    | 36  | Alpine Elf Team           | André Negrão Nicolas Lapierre Matthieu Vaxiviere            | Gibson 4.5 L GL458 V8       | M    | 230     | +2 vueltas      |
| 4   | Hypercar    | 93  | Peugeot TotalEnergies     | Paul di Resta Mikkel Jensen Jean-Eric Vergne                | Peugeot 9X8                 | M    | 225     | +7 vueltas      |
| 4   | Hypercar    | 93  | Peugeot TotalEnergies     | Paul di Resta Mikkel Jensen Jean-Eric Vergne                | Peugeot Sport 2.6 L V6      | M    | 225     | +7 vueltas      |
| 5   | LMP2        | 31  | WRT                       | Sean Gelael Robin Frijns Dries Vanthoor                     | Oreca 07                    | G    | 225     | +7 vueltas †    |
| 5   | LMP2        | 31  | WRT                       | Sean Gelael Robin Frijns Dries Vanthoor                     | Gibson 4.2 L GK428 V8       | G    | 225     | +7 vueltas †    |
| 6   | LMP2        | 38  | JOTA                      | Roberto Gonzalez Valdez António Félix da Costa Will Stevens | Oreca 07                    | G    | 224     | +8 vueltas      |
| 6   | LMP2        | 38  | JOTA                      | Roberto Gonzalez Valdez António Félix da Costa Will Stevens | Gibson 4.2 L GK428 V8       | G    | 224     | +8 vueltas      |
| 7   | LMP2        | 28  | JOTA                      | Oliver Rasmussen Ed Jones Jonathan Aberdein                 | Oreca 07                    | G    | 224     | +8 vueltas      |
| 7   | LMP2        | 28  | JOTA                      | Oliver Rasmussen Ed Jones Jonathan Aberdein                 | Gibson 4.2 L GK428 V8       | G    | 224     | +8 vueltas      |
| 8   | LMP2        | 41  | RealTeam by WRT           | Rui Andrade Ferdinand Habsburg Norman Nato                  | Oreca 07                    | G    | 224     | +8 vueltas      |
| 8   | LMP2        | 41  | RealTeam by WRT           | Rui Andrade Ferdinand Habsburg Norman Nato                  | Gibson 4.2 L GK428 V8       | G    | 224     | +8 vueltas      |
| 9   | LMP2        | 23  | United Autosports USA     | Alexander Lynn Oliver Jarvis Josh Pierson                   | Oreca 07                    | G    | 224     | +8 vueltas      |
| 9   | LMP2        | 23  | United Autosports USA     | Alexander Lynn Oliver Jarvis Josh Pierson                   | Gibson 4.2 L GK428 V8       | G    | 224     | +8 vueltas      |
| 10  | LMP2        | 9   | Prema Orlen Team          | Robert Kubica Louis Delétraz Lorenzo Colombo                | Oreca 07                    | G    | 224     | +8 vueltas      |
| 10  | LMP2        | 9   | Prema Orlen Team          | Robert Kubica Louis Delétraz Lorenzo Colombo                | Gibson 4.2 L GK428 V8       | G    | 224     | +8 vueltas      |
| 11  | LMP2        | 22  | United Autosports USA     | Philip Hanson Filipe Albuquerque Will Owen                  | Oreca 07                    | G    | 224     | +8 vueltas      |
| 11  | LMP2        | 22  | United Autosports USA     | Philip Hanson Filipe Albuquerque Will Owen                  | Gibson 4.2 L GK428 V8       | G    | 224     | +8 vueltas      |
| 12  | LMP2        | 1   | Richard Mille Racing Team | Lilou Wadoux Paul-Loup Chatin Charles Milesi                | Oreca 07                    | G    | 223     | +9 vueltas      |
| 12  | LMP2        | 1   | Richard Mille Racing Team | Lilou Wadoux Paul-Loup Chatin Charles Milesi                | Gibson 4.2 L GK428 V8       | G    | 223     | +9 vueltas      |
| 13  | LMP2        | 10  | Vector Sport              | Renger van der Zande Ryan Cullen Sébastien Bourdais         | Oreca 07                    | G    | 223     | +9 vueltas      |
| 13  | LMP2        | 10  | Vector Sport              | Renger van der Zande Ryan Cullen Sébastien Bourdais         | Gibson 4.2 L GK428 V8       | G    | 223     | +9 vueltas      |
| 14  | LMP2 Pro-Am | 83  | AF Corse                  | François Perrodo Nicklas Nielsen Alessio Rovera             | Oreca 07                    | G    | 223     | +9 vueltas †    |
| 14  | LMP2 Pro-Am | 83  | AF Corse                  | François Perrodo Nicklas Nielsen Alessio Rovera             | Gibson 4.2 L GK428 V8       | G    | 223     | +9 vueltas †    |
| 15  | LMP2        | 34  | Inter Europol Competition | Jakub Smiechowski Alex Brundle Esteban Gutierrez            | Oreca 07                    | G    | 222     | +10 vueltas     |
| 15  | LMP2        | 34  | Inter Europol Competition | Jakub Smiechowski Alex Brundle Esteban Gutierrez            | Gibson 4.2 L GK428 V8       | G    | 222     | +10 vueltas     |
| 16  | LMP2 Pro-Am | 35  | Ultimate                  | Jean-Baptiste Lahaye Matthieu Lahaye François Heriau        | Oreca 07                    | G    | 221     | +11 vueltas     |
| 16  | LMP2 Pro-Am | 35  | Ultimate                  | Jean-Baptiste Lahaye Matthieu Lahaye François Heriau        | Gibson 4.2 L GK428 V8       | G    | 221     | +11 vueltas     |
| 17  | LMGTE Pro   | 51  | AF Corse                  | Alessandro Pier Guidi James Calado                          | Ferrari 488 GTE Evo         | M    | 217     | +15 vueltas †   |
| 17  | LMGTE Pro   | 51  | AF Corse                  | Alessandro Pier Guidi James Calado                          | Ferrari 3.9 L F154CB V8     | M    | 217     | +15 vueltas †   |
| 18  | LMGTE Pro   | 52  | AF Corse                  | Miguel Molina Antonio Fuoco                                 | Ferrari 488 GTE Evo         | M    | 217     | +15 vueltas     |
| 18  | LMGTE Pro   | 52  | AF Corse                  | Miguel Molina Antonio Fuoco                                 | Ferrari 3.9 L F154CB V8     | M    | 217     | +15 vueltas     |
| 19  | LMGTE Pro   | 92  | Porsche GT Team           | Michael Christensen Kevin Estre                             | Porsche 911 RSR-19          | M    | 217     | +15 vueltas     |
| 19  | LMGTE Pro   | 92  | Porsche GT Team           | Michael Christensen Kevin Estre                             | Porsche 4.2 L flat-6        | M    | 217     | +15 vueltas     |
| 20  | Hypercar    | 94  | Peugeot TotalEnergies     | Loïc Duval Gustavo Menezes James Rossiter                   | Peugeot 9X8                 | M    | 217     | +15 vueltas     |
| 20  | Hypercar    | 94  | Peugeot TotalEnergies     | Loïc Duval Gustavo Menezes James Rossiter                   | Peugeot 2.6 L V6            | M    | 217     | +15 vueltas     |
| 21  | LMGTE Pro   | 91  | Porsche GT Team           | Gianmaria Bruni Richard Lietz                               | Porsche 911 RSR-19          | M    | 216     | +16 vueltas     |
| 21  | LMGTE Pro   | 91  | Porsche GT Team           | Gianmaria Bruni Richard Lietz                               | Porsche 4.2 L flat-6        | M    | 216     | +16 vueltas     |
| 22  | LMGTE Pro   | 64  | Corvette Racing           | Tommy Milner Nick Tandy                                     | Chevrolet Corvette C8.R     | M    | 215     | +17 vueltas     |
| 22  | LMGTE Pro   | 64  | Corvette Racing           | Tommy Milner Nick Tandy                                     | Chevrolet 5.5 L LT6 V8      | M    | 215     | +17 vueltas     |
| 23  | LMGTE Am    | 33  | TF Sport                  | Ben Keating Henrique Chaves Marco Sørensen                  | Aston Martin Vantage AMR    | M    | 213     | +19 vueltas †   |
| 23  | LMGTE Am    | 33  | TF Sport                  | Ben Keating Henrique Chaves Marco Sørensen                  | Aston Martin 4.0 L Turbo V8 | M    | 213     | +19 vueltas †   |
| 24  | LMGTE Am    | 85  | Iron Dames                | Rahel Frey Michelle Gatting Sarah Bovy                      | Ferrari 488 GTE Evo         | M    | 212     | +20 vueltas     |
| 24  | LMGTE Am    | 85  | Iron Dames                | Rahel Frey Michelle Gatting Sarah Bovy                      | Ferrari 3.9 L F154CB V8     | M    | 212     | +20 vueltas     |
| 25  | LMGTE Am    | 777 | D'Station Racing          | Satoshi Hoshino Tomonobu Fujii Charles Fagg                 | Aston Martin Vantage AMR    | M    | 212     | +20 vueltas     |
| 25  | LMGTE Am    | 777 | D'Station Racing          | Satoshi Hoshino Tomonobu Fujii Charles Fagg                 | Aston Martin 4.0 L Turbo V8 | M    | 212     | +20 vueltas     |
| 26  | LMGTE Am    | 54  | AF Corse                  | Thomas Flohr Francesco Castellacci Davide Rigon             | Ferrari 488 GTE Evo         | M    | 212     | +20 vueltas     |
| 26  | LMGTE Am    | 54  | AF Corse                  | Thomas Flohr Francesco Castellacci Davide Rigon             | Ferrari 3.9 L F154CB V8     | M    | 212     | +20 vueltas     |
| 27  | LMGTE Am    | 98  | Northwest AMR             | Paul Dalla Lana David Pittard Nicki Thiim                   | Aston Martin Vantage AMR    | M    | 212     | +20 vueltas     |
| 27  | LMGTE Am    | 98  | Northwest AMR             | Paul Dalla Lana David Pittard Nicki Thiim                   | Aston Martin 4.0 L Turbo V8 | M    | 212     | +20 vueltas     |
| 28  | LMGTE Am    | 46  | Team Project 1            | Matteo Cairoli Mikkel Pedersen Nicolas Leutwiler            | Porsche 911 RSR-19          | M    | 211     | +21 vueltas     |
| 28  | LMGTE Am    | 46  | Team Project 1            | Matteo Cairoli Mikkel Pedersen Nicolas Leutwiler            | Porsche 4.2L L flat-6       | M    | 211     | +21 vueltas     |
| 29  | LMGTE Am    | 71  | Spirit of Race            | Franck Dezoteux Pierre Ragues Gabriel Aubry                 | Ferrari 488 GTE Evo         | M    | 211     | +21 vueltas     |
| 29  | LMGTE Am    | 71  | Spirit of Race            | Franck Dezoteux Pierre Ragues Gabriel Aubry                 | Ferrari 3.9 L F154CB V8     | M    | 211     | +21 vueltas     |
| 30  | LMGTE Am    | 56  | Team Project 1            | Takeshi Kimura Oliver Millroy Ben Barnicoat                 | Porsche 911 RSR-19          | M    | 211     | +21 vueltas     |
| 30  | LMGTE Am    | 56  | Team Project 1            | Takeshi Kimura Oliver Millroy Ben Barnicoat                 | Porsche 4.2 L flat-6        | M    | 211     | +21 vueltas     |
| 31  | LMGTE Am    | 88  | Dempsey-Proton Racing     | Fred Poordad Patrick Lindsey Jan Heylen                     | Porsche 911 RSR-19          | M    | 211     | +21 vueltas     |
| 31  | LMGTE Am    | 88  | Dempsey-Proton Racing     | Fred Poordad Patrick Lindsey Jan Heylen                     | Porsche 4.2 L flat-6        | M    | 211     | +21 vueltas     |
| 32  | LMGTE Am    | 21  | AF Corse                  | Simon Mann Christoph Ulrich Toni Vilander                   | Ferrari 488 GTE Evo         | M    | 211     | +21 vueltas     |
| 32  | LMGTE Am    | 21  | AF Corse                  | Simon Mann Christoph Ulrich Toni Vilander                   | Ferrari 3.9 L F154CB V8     | M    | 211     | +21 vueltas     |
| 33  | LMGTE Am    | 60  | Iron Lynx                 | Claudio Schiavoni Matteo Cressoni Giancarlo Fisichella      | Ferrari 488 GTE Evo         | M    | 211     | +21 vueltas     |
| 33  | LMGTE Am    | 60  | Iron Lynx                 | Claudio Schiavoni Matteo Cressoni Giancarlo Fisichella      | Ferrari 3.9 L F154CB V8     | M    | 211     | +21 vueltas     |
| 34  | LMP2 Pro-Am | 45  | Algarve Pro Racing        | Steven Thomas James Allen René Binder                       | Oreca 07                    | G    | 199     | +33 vueltas     |
| 34  | LMP2 Pro-Am | 45  | Algarve Pro Racing        | Steven Thomas James Allen René Binder                       | Gibson 4.2 L GK428 V8       | G    | 199     | +33 vueltas     |
| 35  | LMGTE Am    | 86  | GR Racing                 | Michael Wainwright Riccardo Pera Benjamin Barker            | Porsche 911 RSR-19          | M    | 193     | +39 vueltas     |
| 35  | LMGTE Am    | 86  | GR Racing                 | Michael Wainwright Riccardo Pera Benjamin Barker            | Porsche 4.2 L flat-6        | M    | 193     | +39 vueltas     |
| Ret | LMGTE Am    | 77  | Dempsey-Proton Racing     | Christian Ried Sebastian Priaulx Harry Tincknell            | Porsche 911 RSR-19          | M    | 128     | Motor           |
| Ret | LMGTE Am    | 77  | Dempsey-Proton Racing     | Christian Ried Sebastian Priaulx Harry Tincknell            | Porsche 4.2 L flat-6        | M    | 128     | Motor           |

Fuente: FIA WEC.